# Araneus mimosicola
Araneus mimosicola là một loài nhện trong họ Araneidae.
Loài này thuộc chi Araneus. Araneus mimosicola được Eugène Simon miêu tả năm 1884.